# Ochotoninae
Ochotoninae – podrodzina niewielkich ssaków z rodziny szczekuszkowatych (Ochotonidae).

## Rozmieszczenie geograficzne
Podrodzina obejmuje gatunki występujące w Ameryce Północnej oraz Eurazji.

## Podział systematyczny
Do podrodziny należy jeden występujący współcześnie rodzaj:
- Ochotona Link, 1795 – szczekuszka

Opisano również rodzaje wymarłe:
- Albertona López Martínez, 1986[15]
- Alloptox Dawson, 1961[16]
- Gripholagomys M. Green, 1972[17] – jedynym przedstawicielem był Gripholagomys lavocati M. Green, 1972
- Lagopsis Schlosser, 1884[18]
- Marcuinomys Lavocat, 1951[19] – jedynym przedstawicielem był Marcuinomys roquesi Lavocat, 1951
- Ochotonoides Teilhard de Chardin & Yang Zhongjian, 1931[20]
- Ochotonoma Şen, 1998[21]
- Pliolagomys Agadjanian & Erbayeva, 1983[22]
- Tonomochota Tiunov & Gusev, 2020[23]